# Пожарный аэродромный автомобиль
Пожарный аэродромный автомобиль предназначен для пожарно-спасательной службы на аэродромах. Обеспечивают тушение пожаров в самолётах и вертолётах, проведение работ по эвакуации пассажиров и членов экипажа из самолётов, потерпевших аварию, а также тушение пожаров на объектах в районе аэропортов.

## История
В СССР первый серийный аэродромный пожарный автомобиль ПМЗ-15 на шасси ЗИС-151 был выпущен в 1952 году.
В 1959 была выпущена его модификация ПМЗ-15В (другое название ААП-25(157)-15В) на шасси ЗИЛ-157.
С 1962 года выпускается новая модель АА-30(157К)-56 на шасси ЗИЛ-157К.
С 1969 года в серийное производство запущен АА-40(131)-139, выпуск которого продолжился до середины 1980-х.
АА-60(543) мод.160 на шасси МАЗ-543 был выпущен в 1973 г. На нём размещалась цистерна в 11 тыс. л. воды и бак для пенообразователя на 800 л.. Машину укомплектовали специально разработанным для неё насосом производительностью 60 л/с. Между кабинами на специальной стойке размещался лафетный ствол, который имел дистанционное управление с гидравлическим приводом. С 1976 года эта модель выпускалась на шасси МАЗ-7310.
С 1978 года ей на смену приходит модель АА-60(7310)-160.01 на шасси МАЗ-7310 (впоследствии МАЗ-7313). Эта машина имела отдельный двигатель ЗИЛ-375 (180 л. с.) для привода насоса ПН-60. На её базе, небольшой серией, был выпущен аэродромный автомобиль комбинированного тушения АА-70(7310)-220, который помимо цистерны для воды и бака для пенообразователя, имел ёмкость для огнетушащего порошка расположенную поперёк машины сразу за двигателем, а так же второй лафетный ствол для подачи порошка. Также на шасси МАЗ-7310 в 1979 году был выпущен в единственном экземпляре опытный аэродромный пожарно-спасательный автомобиль АПС-70(7310)-220.01 оснащенный специальным трапом для эвакуации пассажиров из аварийного самолёта.
С 1986 года выпускался аэродромный пожарный автомобиль АА-40(4310)-189 на шасси КАМАЗ-43105.

## Применение
К уровню противопожарной защиты аэродромов предъявляют ряд специфических требований. Они обусловлены, прежде всего, необходимостью спасания людей при авариях воздушных судов и тушению пожаров на них. На аэродромах возникает потребность тушения горящего разлитого топлива как под фюзеляжами самолетов, так и на взлетно-посадочной полосе (ВПП), и даже вне её. Иногда появляется необходимость покрытия ВПП слоем воздушно-механической пены для облегчения посадки самолетов, терпящих бедствие.
Уменьшение вероятности возникновения пожара при посадке на ВПП, покрытую пеной, обусловлено следующими факторами:
- уменьшением степени повреждения конструкции самолета из-за снижения сил торможения при его скольжении по пене, что снижает вероятность разрушения систем самолета и возникновения пожара;
- уменьшением вероятности воспламенения авиатоплива вследствие снижения концентрации его паров в воздухе из-за изолирующих свойств пенного слоя;
- эффектом искрогашения в пене.

Кроме того, при аварийной посадке самолета на пенную полосу за счет изолирующего действия пены снижается интенсивность возможного послеаварийного пожара.
Основным назначением аэродромных пожарных автомобилей является спасание людей в случае авиационной катастрофы. Образующиеся при катастрофе разливы топлива ведут к возникновению быстро распространяющегося фронта пламени, воздействующего на корпус самолета. Исследования показывают, что при исправной теплоизоляции между наружной
облицовкой и обшивкой салона период, в течение которого может быть спасена жизнь пассажиров, составляет в среднем 3 мин (но не более 5 мин). Необходимость оперативной доставки к месту лётного происшествия сил и средств тушения требует применения для аэродромных автомобилей тяжелых высокоскоростных шасси. Кроме того, отличительными чертами аэродромных пожарных автомобилей являются их высокие динамические качества, проходимость в условиях бездорожья, способность на ходу подавать огнетушащие вещества и большие объёмы вывозимых огнетушащих веществ.
По назначению пожарные аэродромные автомобили разделяются на стартовые и основные.
В аэродромной зоне либо в непосредственной близости от аэродрома находится пожарная часть, работа которой мало отличается от любой другой типовой пожарной части. Точно также несётся круглосуточное дежурство пожарным расчетом и держится в постоянной готовности к выезду пожарный автомобиль.
При любом приёме-выпуске воздушных судов (транспортные и пассажирские рейсы, полёты, перелёты, технические вылеты и т. п.) в пожарную часть накануне подаётся заявка, согласно которой выделяется стартовый пожарный автомобиль с боевым расчётом. Этот автомобиль поступает в распоряжение диспетчерской службы аэропорта (группы руководства полётами на военном аэродроме) и предназначен для немедленного выезда к месту в случае аварии летательного аппарата. Так как наиболее опасными этапами полёта являются взлёт и посадка летательного аппарата, стартовый автомобиль несёт дежурство в непосредственной близости от старта (отсюда его название). Без готового к работе стартового пожарного автомобиля любые взлёты и посадки на аэродроме запрещены.
Кроме обычной комплектации ПТВ, характерной для любого основного пожарного автомобиля общего применения, стартовые автомобили дополнительно вывозят специальный инструмент и оборудование, необходимое для проведения аварийно-спасательных работ на летательном аппарате (как пример — вскрытия обшивки) и тушения пожаров на воздушных судах.
Основные пожарные автомобили располагаются в пожарной части и выезжают по сигналу тревоги.
Также на любом аэродроме постоянно производится масса потенциально опасных пожароопасных работ, на которые систематически привлекаются пожарные автомобили.